# 光华公园站
光华公园站位于中国四川省成都市温江区，是成都地铁4号线的地下车站。

## 车站概要
本站位于光华大道三段与天宝中街、人和东街交叉口，沿光华大道三段呈东西向布置，于2017年6月2日启用，本站是4号线小交路运营的终点站。

## 车站构造
本站为地下二层11米岛式站台车站，共设3组出入口，长度为481.8米。
| 地面      |                              | 出入口                           |  |
| 地下 一层 | 站厅层                       | 安检、售票机、站内商店           |  |
| 地下 二层 |                              | 4号线列车往万盛方向 （南熏大道） |  |
| 地下 二层 | 岛式站台，左边车门将会开启   |                                  |  |
| 地下 二层 | 4号线列车往西河方向 （涌泉） |                                  |  |

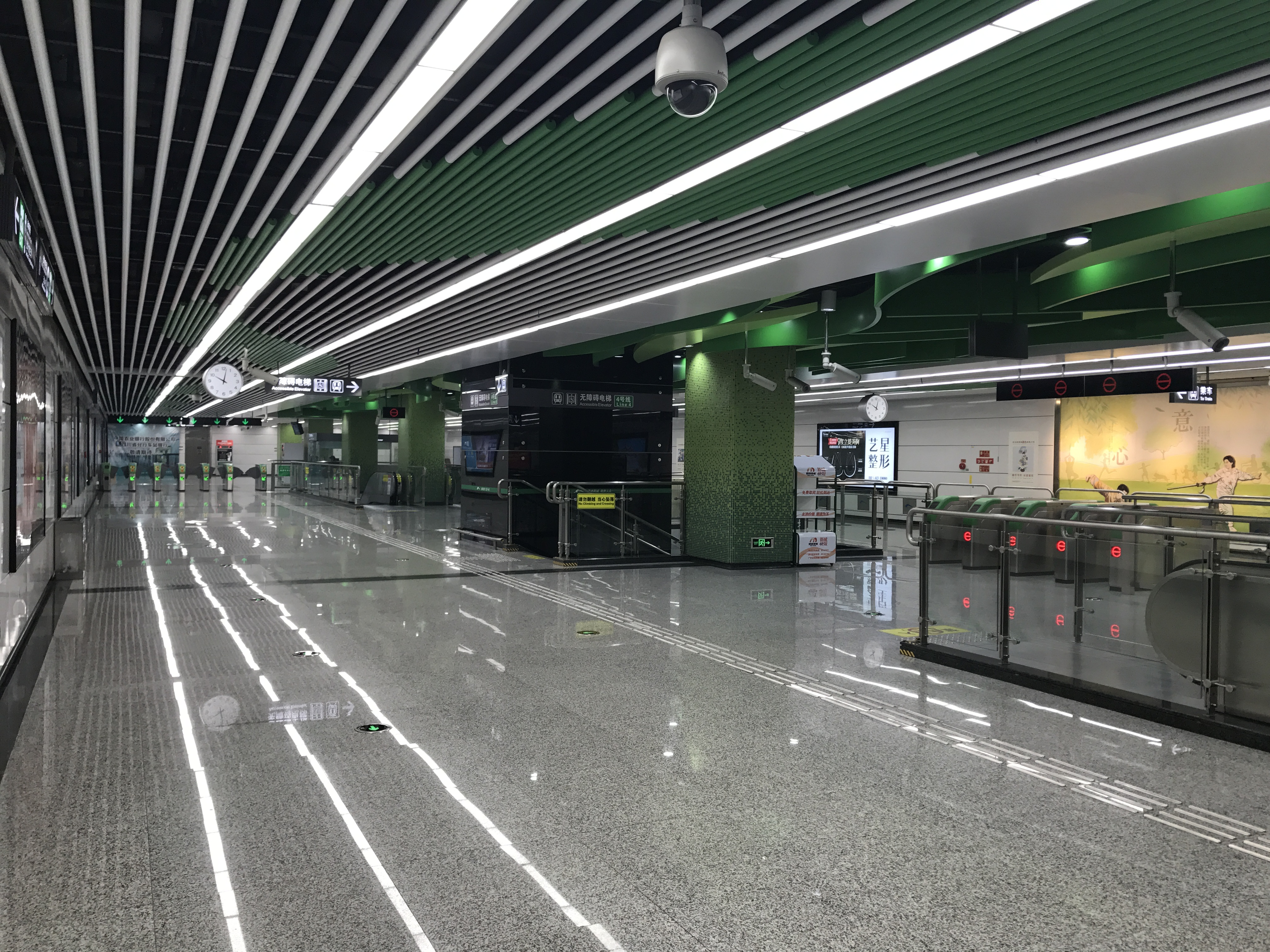
站厅层
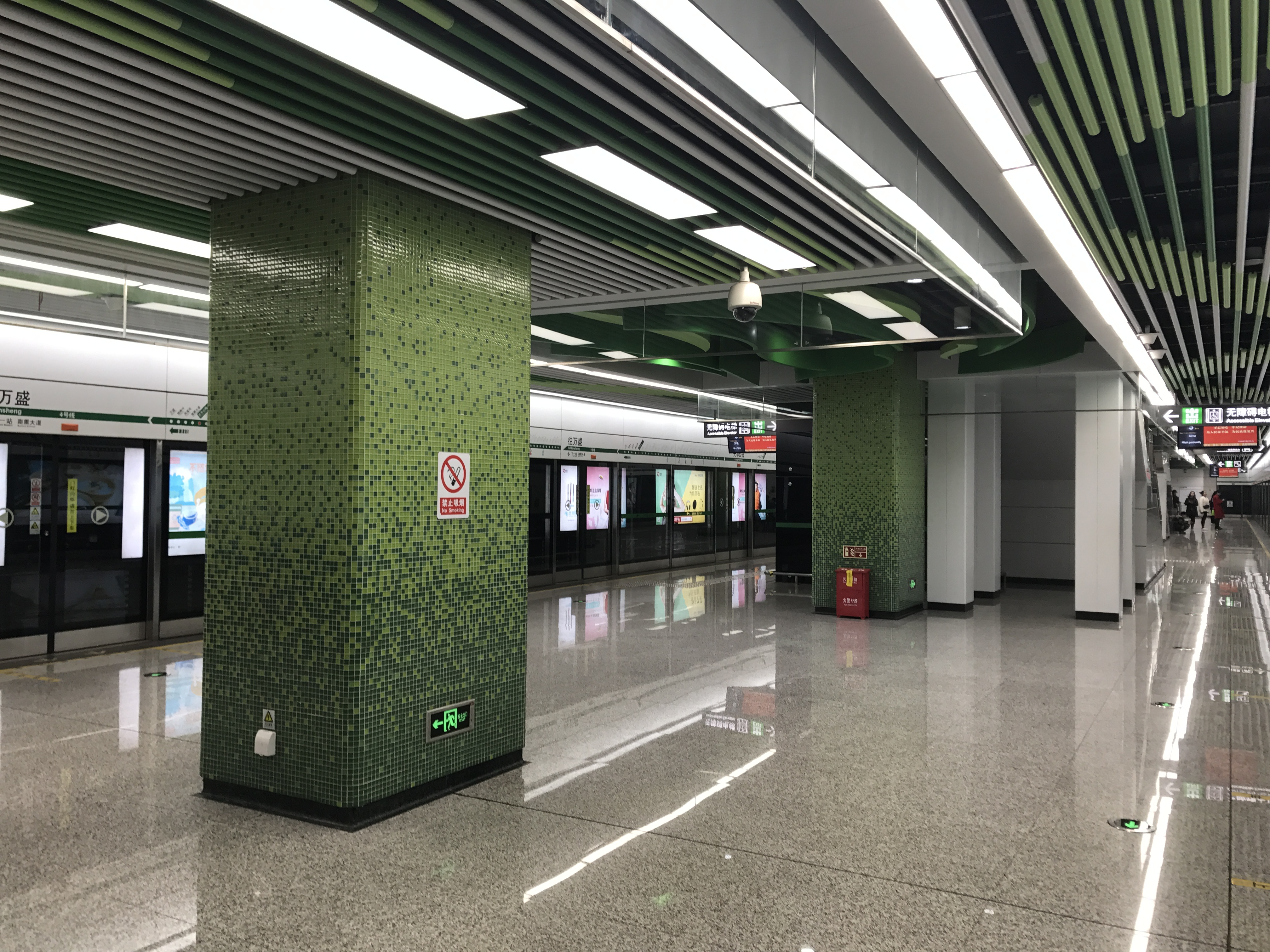
站台层
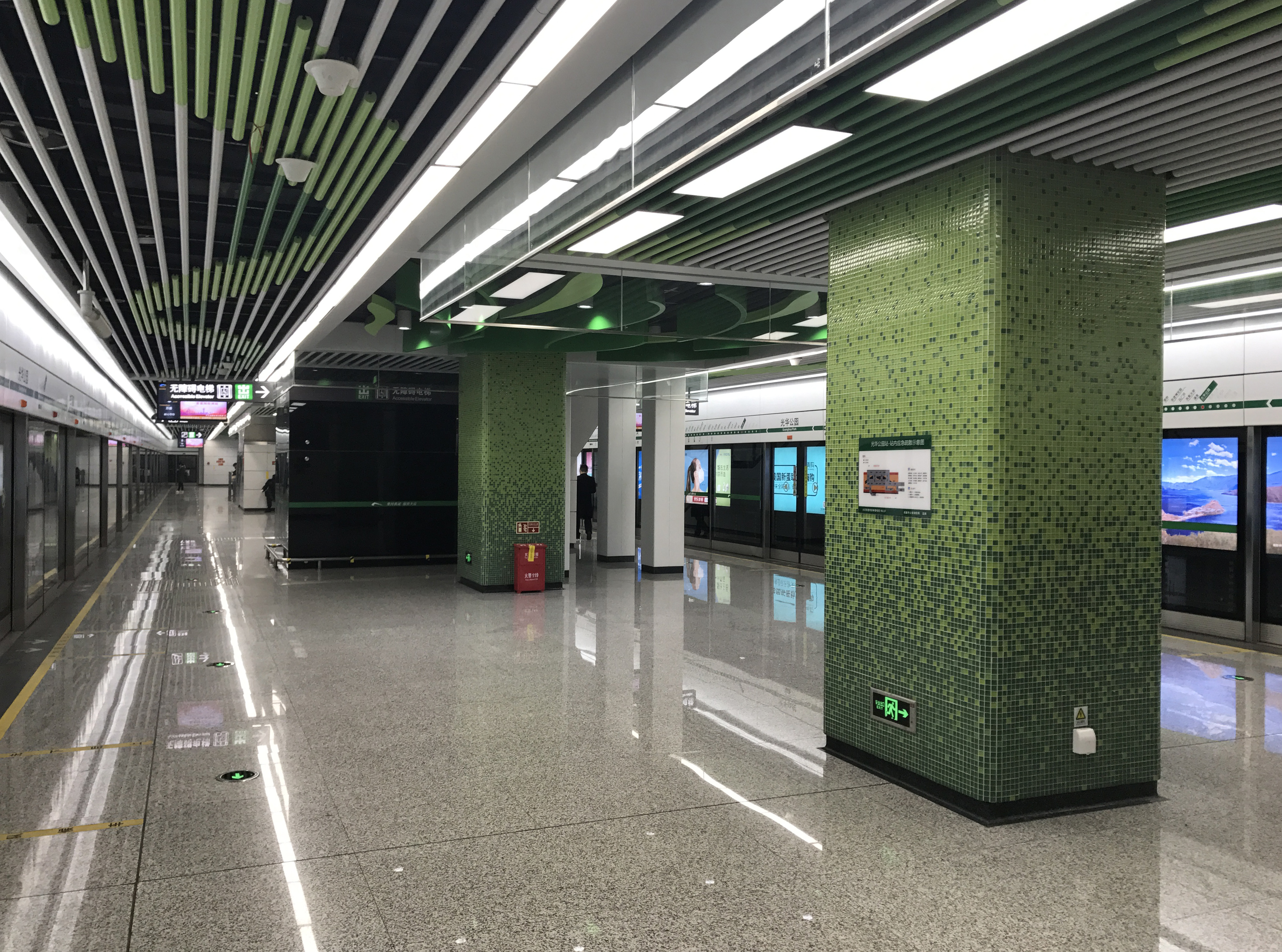
站台层

## 内装与公共艺术
本站以“柳城春色”为主题。
温江也称“柳城”，车站装修整体以柳树、柳叶为基础元素，动线设计的飘逸线条感与柳叶的造型相结合，既体现了视觉上的灵动感，也呼应温江“柳城”的城市历史继承与发展。立柱与个性天花区域以绿色为主，借以体现绿色生态，也突显“柳城春色”的主题。

### 艺术墙《共生》
本站专题艺术墙以“共生”为主题，创作元素为人与自然的共生共融。以绿色草坪及植物为背景，前部设置以太极拳、八段锦、五步拳等为主的中华传统养生运动作为形象元素，形成人与自然和谐共生的场面。整体与本站的“柳城春色”主题相呼应。

## 出入口信息
本站目前开放4个出入口。
| 出口编号     | 设施         | 地点         | 可到达目的地                       |
| ------------ | ------------ | ------------ | ---------------------------------- |
|              |              |              |                                    |
|              | 无障碍电梯   | 光华大道三段 | 成都合生汇、珠江新城国际、光华国际 |
| 出口 · G · 2 |              | 光华大道三段 | 珠江广场、珠江体育公园             |
| 出口 · H     | 无障碍卫生间 | 光华大道三段 | 新光天地                           |
| 出口 · J     |              | 光华大道三段 | 碧落湖公园                         |

## 大事记
- 2013年10月，完成施工打围[3]；
- 2014年8月10日，进入主体施工[5]；
- 2015年1月19日，主体结构封顶[3]；
- 2017年6月2日，正式启用[1]。